# Хоремхеб
Хоремхеб (прав. Хар-ма-ху) або Хармхаб — давньоєгипетський сановник і воєначальник, що згодом став фараоном Стародавнього Єгипту. Правив приблизно у 1319-1292 роках до н. е. Останній з XVIII династії (на думку окремих дослідників, його можна вважати першим фараоном XIX династії).

## Правління

### Прихід до влади
Хоремхеб походив з роду номархів міста Ха-ніса (Хутнісут; тобто «Будинок царя»), головного міста 18-го ному Верхнього Єгипту. Місто Ха-ніса в пам'ятниках згадується і під іншим ім'ям, Ха-Бенну, тобто «Місто Фенікса»; це Гіппонон грецьких письменників, Алебастрополь географа Птолемея. На честь місцевого бога Гора, «владики Хутнісут», майбутній фараон отримав ім'я Хор-ем-хеб (букв. «Хор, у святі»), йому ж він приписував своє піднесення . Батьки Хоремхеба невідомі, і сам він у своїх написах ніколи не називає їх.
Під час правління Ехнатона Хоремхеб займав ряд адміністративних і військових посад. Можливо, Хоремхеб фігурує в документах амарнського періоду як Паатонемхеб (Па-Атон-ем-хеб — тобто  «Атон, присутній на святі»). Це ім'я, засвідчене в гробниці № 24 в Тель ель-Амарні (єгип. Ахетатоні), на думку ряду істориків, було новим ім'ям Хоремхеба, прийнятим їм на догоду культу Атона, який проповідував Ехнатоном.
При слабких наступниках Ехнатона Хоремхеб, поступово піднімаючись по сходах посад і звань, зайняв ряд найбільших постів у державі. При Тутанхамоні він займав високий військовий пост, командуючи військами під час азійської походу. Цілком можливо, що в цю епоху вся реальна влада перебувала в його руках. На стінах своєї гробниці в Саккарі, яка була побудована в той час коли він був все ще тільки чиновником, він називав себе "найбільшим з великих, наймогутнішим з могутніх, великим повелителем народу … обранцем царя, чільним над обома країнами (тобто Нижнім і Верхнім Єгиптом) в управлінні, воєначальником над воєначальниками Двох Країн ". Його політичний вплив у цей час був дуже значним, при тому потрібно врахувати, що звання  «повелителя»  (дослівно  «того, хто при підданих» ) властиво престолонаслідникам і могутнім персонам того часу.
Після смерті Еє, Хоремхеб, спираючись на армію, зайняв трон фараонів, в чому йому, по всій видимості, усередині допомагало жрецтво бога Амона. Захопивши владу в свої руки, Хоремхеб зобразив цю узурпацію як виконання безпосередньої волі богів. У своєму написі він пише про те, що  "серце … бога … побажало звести свого сина на свій вічний престол і тому бог пройшов з радістю в Фіви … зі своїм сином в обіймах … щоб привести його до Амона, щоб наділити його в сан фараона ". Для того щоб закріпити своє становище на престолі, Хоремхеб одружився з Мутнеджмет, яку більшість істориків вважають молодшою сестрою Нефертіті, хоча це не підтверджено документальними джерелами.
Протягом усього правління Хоремхеб постійно намагався підкреслити законний характер своєї влади. Так, в одному з написів він називає фараона Тутмоса III «батьком своїх батьків», а на восьмому році свого правління, як вірний нащадок своїх великих попередників, він доручив архітекторові Майя відновити гробницю Тутмоса IV, порушену грабіжниками могил. Цим він прагнув, як би особливо підкреслити свій безпосередній зв'язок з фараонами XVIII династії.

Про важке, навіть нестерпне соціально-економічне становище Єгипту, що дісталося Хоремхебу свідчить знаменитий його декрет, написаний на стіні Карнацького храму і починається наступними характерними словами: 
  «Його величність радився зі своїм серцем … щоб прогнати зло і знищити неправду … він шукав чудового для Єгипту і досліджував причини утискання країни».  

### Заборона культу Атона і відновлення старої релігії

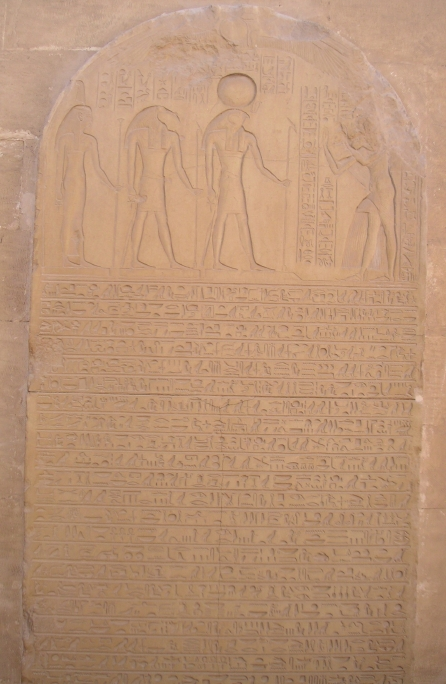
Стела Хоремхеба в Саккарі

Хоремхеб остаточно знищив культ Атона, введеного Ехнатоном і відновив шанування старих богів. 
  "Він відновив житла богів від дрібних вод болотистої країни Нату (болота біля Середземного моря, прилеглі до Мендезійського гирла) до самої Нубії. Він наказав виліпити всі їх зображення, кожне з них по образу, яке воно було колись. І радів сонячний бог Ра, дивлячись, що відновилося те, що було зруйновано в попередній час. Він відвідував міста богів, що лежали в руїнах в цій країні, і звелів їх відновити в такому вигляді, як вони були від початку всіх речей. Він подбав про їх щоденні жертовні свята і про весь храмовий посуд, зроблений із золота і срібла. Він забезпечив їх храми святими людьми (тобто жерцями) і співаками і кращою охоронною вартою, він подарував їм орні землі і худобу і забезпечив їх всяким начинням потрібним їм ".  
Прагнучи згладити навіть спогади про реформи Ехнатона, Хоремхеб безжально знищив все, що було пов'язано не тільки з ним і з культом Атона, але й зі своїми безпосередніми двома попередниками — Тутанхамоном і Еє. Він присвоїв всі їхні споруди і статуї, стерши їх імена і поставивши замість своє. Більше того, він оголосив себе безпосереднім наступником Аменхотепа III, виключивши, таким чином, Ехнатона, Сменхкара, Тутанхамона і Еє зі списку фараонів, а роки їхнього правління зарахував до свого правління.
Для наступних поколінь Хоремхеб став першим законним фараоном після Аменхотепа III. Ахетатон, з його чудовими палацами, віллами і храмами, був за наказом Хоремхеба зруйнований. Святилища Атона знесли. Гробницю Еє розорили і стерли імена його і його дружини. Таким же чином поступили і з гробницями наближених Еє і Тутанхамона. Чому гробниця Тутанхамона залишилася недоторканою — це залишається загадкою.

### Внутрішні перетворення

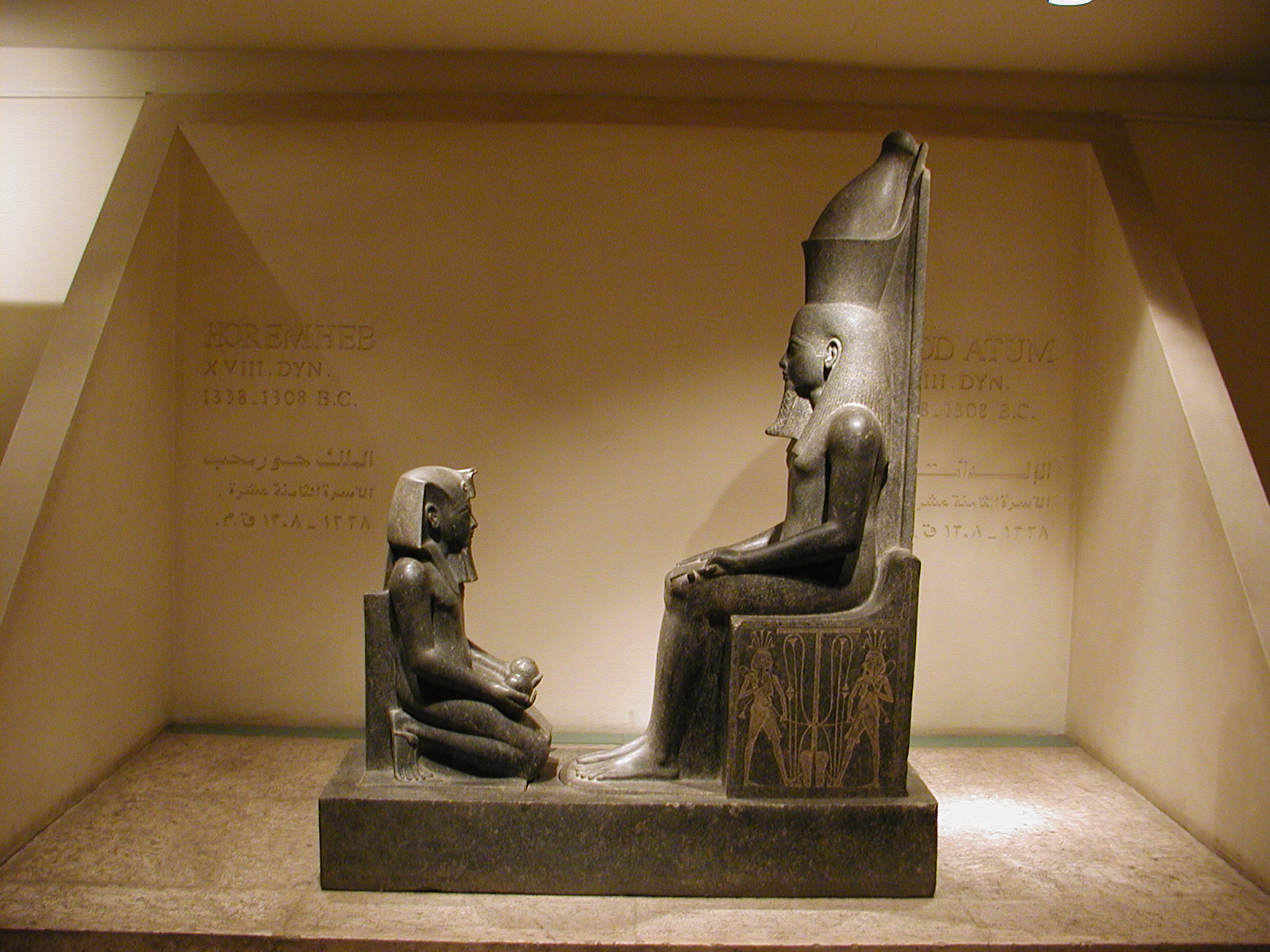
Хоремхеб, підносить дари Атуму. Музей Луксора

Однак пам'ятники часу Хоремхеба розкривають і іншу сторону його діяльності, що дозволяє усвідомити, що він не обділив своєю увагою і той шар єгипетського суспільства, на який, в недалекому минулому, спирався фараон-реформатор Ехнатон. Свідченням тому служить указ Хоремхеба, вибитий на кам'яних плитах в багатьох містах Єгипту (зберігся у десятого пілона в храмі в Карнаці, а також поблизу Абідоса). Фараон загрожує суворим покаранням — відрізанням носа і посиланням в прикордонну пустельну фортеця Джару (Чару) — тим посадовим особам, які здійснюють акти свавілля по відношенню до немху, проголошуються заходи щодо зміцнення правосуддя по всій країні, порушення якого карається смертю. Захист середнього служилого шару, і особливо воїнів, оголошується постійною турботою фараона, а їх матеріальне забезпечення гарантується всім надбанням палацу і його житниці.
Хоремхеб реорганізував податкову систему, вжив заходів проти мародерства воїнів і хабарництва чиновників. При дворі фараона як і раніше багато вищих посад займають вихідці з середовища дрібного і середнього служилого люду, чиновники, не пов'язані зі старою спадковою знаттю, місцем зосередження якої, як і раніше, були Фіви. Але єгипетські фараони пореформеного часу не схильні були подовгу затримуватися в Фівах. Вже двір Тутанхамона перебував в основному на півночі, в Мемфісі. Відразу ж після коронації на північ вирушив і Хоремхеб.

### Зовнішня політика

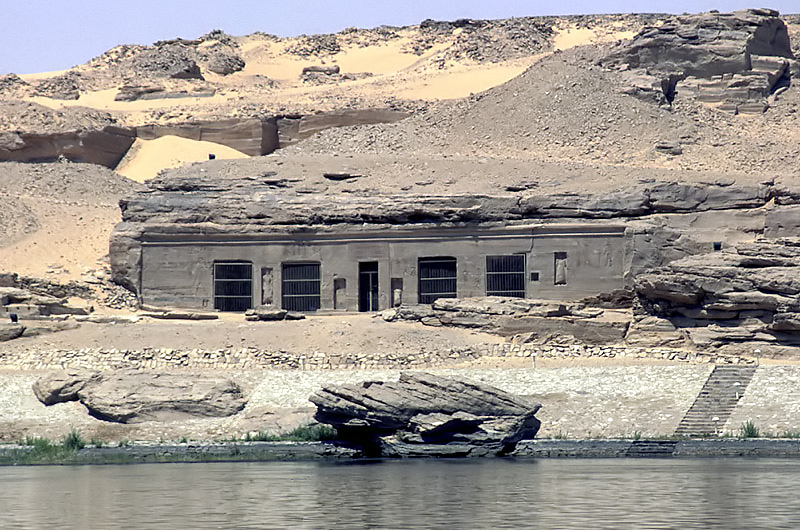
Храм Хоремхеба в Гебель ес-Сильсіла

При Хоремхебі була сформована армія, яку фараон розділив на дві частини відповідно двом головним напрямкам військової експансії Єгипту:  «одна в південній області, а інша в північній частині» . Мабуть, Хоремхеб досяг значних військових успіхів, хоча відомостей про його війни збереглося дуже небагато.

#### Похід в Нубію
При ньому була зроблена військова експедиція в Нубію, увічнена на стіні напівскельного храму в каменоломнях Гебель ес-Сильсіла, де зображені нубійські полонені, і переможний хід єгипетської армії при поверненні додому.
На першому рельєфі зображено фараона, що тримає на плечі бойову сокиру. Він приймає від Амона-Ра символ божественного життя; йому дається, крім того, влада підпорядкувати собі північ і перемогти південь. Внизу лежать нубійці, одні повалені на землю, інші простягають з благанням руки свої до єгиптянина, який веде їх, і який, судячи з бічного напису, дорікає їм, що вони замкнули серце своє мудрості і що вони не чули, коли їм повідомляли:  «дивись, он лев, який вторгся в землю Куш» .

В іншій картині переможного фараона несуть на царських ношах; його оточують носії опахала. Попереду очищають шлях для процесії служителі; ззаду фараона йдуть воїни, провідні полонених ворожих вождів; інші озброєні особи з щитами на плечах рухаються строєм, маючи на чолі трубача. Натовп єгипетських жерців і сановників приймає фараона, висловлюючи йому свою відданість. Напис ієрогліфами так говорить про це зображення: 
  «Божественний благодійник повертається додому, підпорядкувавши собі князів усіх країн. Лук в руці його, як ніби він був паном Фів (тут мається на увазі бог війни Монту). Сильний, славний цар веде з собою князів ганебної землі Куш. Цар повертається з Нубії з прибутком, взятим ним в бою, як наказано йому батьком його Амоном».  

Тут же наведена пісня бідних полонених негрів: 
|  | Слава тобі, царю єгипетському, Сонце чужинців. Ім'я твоє велике в землі Куш, де твій військовий клич проник у помешкання людей. Могутні твоя сила, милосердний володар; вона покриває соромом народи. Фараон, життя, щастя і здоров'я йому, Він є сонце, що світить. |

#### Військові дії в Сирії
Хоремхеб здійснив також похід у Сирію. Зображення та написи на IX пілоні Карнацького храму оповідають про захоплення безлічі полонених і багатої здобичі. У списках переможених міст і країн значаться поряд з Пеллою (Піхіл), Кадешем, Катною, Туніпом, також північно-сирійський Угарит і, нарешті, саме царство Хатті і країна Арцава. Навіть князі Хауінебу (егейських островів) зображені покірними фараону. Вважати перерахування цих назв у списках переможених міст, порожніми вихваляннями важко, тому що Арцава, наприклад, відсутня в списках, що дійшли до нас від більш ранніх царювань.
Як би там не було, закріпити свої успіхи на півночі фараон був не в силах, і він уклав з хеттським царем мир на рівних умовах з визнанням status quo.

#### Плавання в Пунт
Хоремхеб посилав також експедицію в Пунт. Збереглися зображення в Карнацькому храмі на яких князі цієї землі предстають перед фараоном, передаючи йому численні важкі мішки, наповнені золотом. Вони кажуть йому: «Слава тобі, царю Єгипту, сонцю дев'яти чужоземних народів. (Клянемся) іменем твоїм! Ми не знали Єгипту. Батьки наші ніколи не були в ньому. Даруй нам свободу твоєї руки, ми будемо тобі підданими».

### Тривалість правління

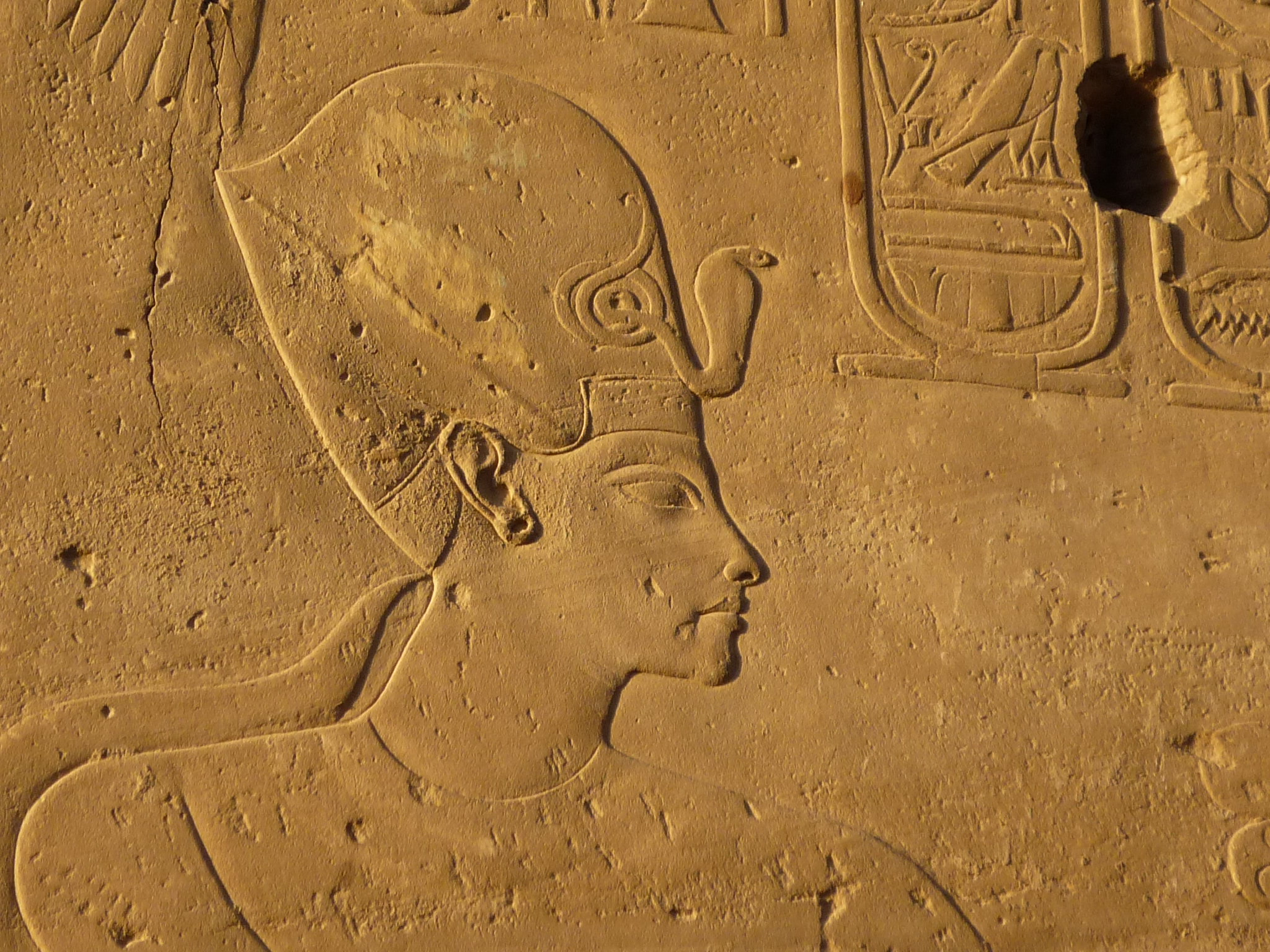
Зображення Хоремхеба на стіні храму в Луксорі

Тривалість правління Хоремхеба — предмет дискусій серед учених. Манефон відводить в своєму списку, останньому царю XVIII династію, період правління в 4 роки і 1 місяць, але, ймовірно, тут себеннітський історик (або письменники цитують його, так як сама праця Манефона не збереглася) плутає Хоремхеба з попереднім фараоном Еє, тривалість правління якого і справді було близько 4 років. Хоча на користь нетривалого часу правління Хоремхеба може служити його гробниця (KV57). Створюється враження, що гробниця не була завершена, оскільки видно різні стадії нанесення малюнка, а подекуди виправлення головного художника. Фараон стоїть передостаннім в манефоновському списку царів XVIII династії, носить ім'я Ἀχερρῆς і має тривалість правління 12 років і 3 місяці. Розумно припустити, що тут переплутані місцями роки правлінь Хоремхеба і Еє і, що 12 років і 3 місяці більш підходить Хоремхебу, ніж Еє. Потрібно однак зазначити, що сам Манефон, який писав свою працю тисячу років потому, сам до пуття не знав імена і порядок проходження фараонів постамарнського періоду через повсюдне їх знищення з пам'ятників у наступний час.
Пізніший достовірно відомий рік царювання Хоремхеба — 8-й. Хоча збереглася пара печаток від винних судин, помічених ніби як 13-м і навіть 14-м роками його правління, знайдені в його гробниці в Долині царів.

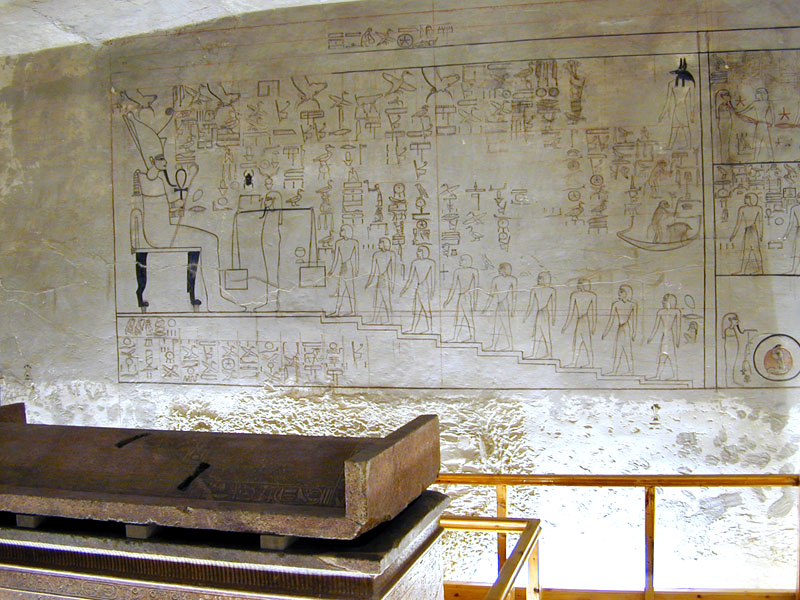
Гробниця Хоремхеба (KV 57)

Дуже цікаво свідчення одного, майже сучасного йому пам'ятника, а саме — написи деякого Меса, висхідного до епохи Рамсеса II. У цьому написі на своїй гробниці в Саккарі Мес увічнив всі перипетії нескінченно довгого сімейного процесу про земельні наділи, який був наданий одному з предків Меса ще в епоху Яхмоса I. Один із судових актів у цій справі датований 59-м роком правління Хоремхеба, що створило скрутну ситуацію для сучасних єгиптологів. Хоремхеб, який почав свою кар'єру ще при Ехнатоні, навряд чи міг бути таким довгожителем. Очевидно, з даної тривалості правління Хоремхеба слід відняти 31 (або 32) рік, протягом яких правили четверо попередників цього фараона (17 років — Ехнатон, 1-2 роки — Сменхкара, 9 років — Тутанхамон і 4 роки — Еє), тобто час правління так званих єретичних царів, пам'ять про яких згодом знищувалася. Таким чином, сам фараон Хоремхеб правив 27 або 28 років. Ця здогадка підтверджується і тим, що збереглося анонімне графіті, яке належить до «9 дня, першого місяця сезону шему, 27 року Хоремхеба, люблячого Амона й ненавидячого ворогів його». Цей напис, написаний на плечі тепер фрагментованої статуї походить з його поминального храму в Карнаці, спростовує теорії деяких дослідників про те, що Хоремхеб правив недовго і з цієї причини не зміг закінчити роботу над своєю гробницею.
Також потрібно зауважити, що великі будівельні об'єкти Хоремхеба в Карнаці підтримують теорію тривалого перебування при владі цього фараона. Величезна кількість не датованих приватних пам'ятників явно відносяться до XVIII династії має бути віднесена до його правління. На підставі всього вищесказаного більшість істориків сходяться на думці, що правління Хоремхеба було не менше 27 років.

### Будівельна діяльність

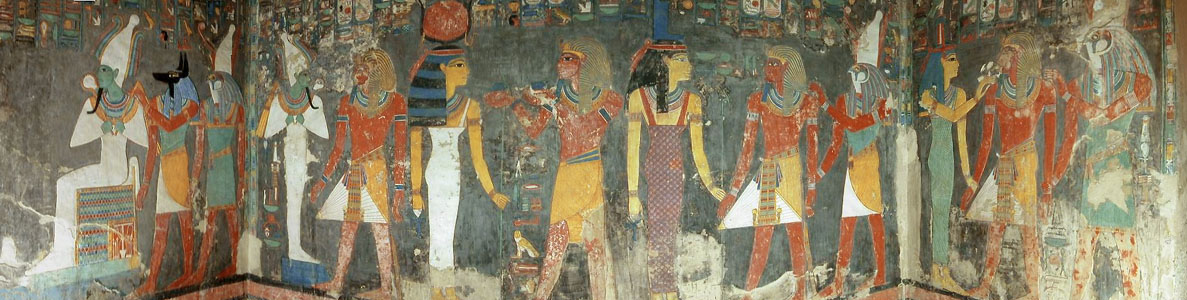
Гробниця Хоремхеба в Долині царів (KV57). Панорама однієї з перегородок, вище шахти. Сцени представляють фараона, прийнятого світом богів, який виконує їм підношення.

Зацікавлений в підтримці фіванського жрецтва і стоячих за ним кіл, Хоремхеб на честь Амона продовжив будівництво, так званої Гіпостильної зали, перед Карнацьким храмом. Там він прилаштував до центрального проходу, зведеного, мабуть, ще Аменхотепом III, бічні частини, що спочивають на 126 колонах висотою 13 м і поставлених у 7 рядів з кожного боку середнього проходу. Крім цього, Хоремхеб ще звів в цьому ж храмі два подвійних пілони, для яких, втім, він використовував готові камені з тамтешнього храму Атона, побудованого Ехнатоном.
Крім того, Хоремхеб привласнив собі комплекс поминального храму Еє в Медінет-Абу на протилежному від Карнака березі Нілу і призначався спочатку для Тутанхамона. Він лише добудував і розширив його, а також записав замість титулатурі Еє свою титулатуру на колосальній статуї більше п'яти з половиною метрів заввишки, розташованій в цьому храмі.
Хоремхеб спорудив для себе дві гробниці. Першу — в Саккарі поблизу Мемфіса, виконана для Хоремхеба до його воцаріння, що стала місцем поховання його дружин. Багато рельєфів з гробниці знаходяться в даний час в Лейденському музеї. Друга, вже царська, усипальниця Хоремхеба знаходиться в Долині царів і відома як гробниця KV57. Незважаючи на тривале правління Хоремхеба, стінні розписи в його царській гробниці залишилися незавершеними.

## Сімейний стан
У Хоремхеба було дві дружини:
- Амені. Померла ще до того як Хоремхеб став фараоном, мабуть на початку правління Тутанхамона. У гробниці Хоремхеба в Саккарі, де вона була похована, на рельєфах підкреслюється її високе суспільне становище.
- Мутнеджмет. Можливо, молодша сестра Нефертіті. Померла також раніше Хоремхеба і похована в гробниці останнього в Саккарі, поряд з його першою дружиною Амені. На підставі датування допечатки від винної посудини, знайденої в цій гробниці, можна припустити, що Мутнеджмет померла незабаром після 13-го року правління Хоремхеба. В цій гробниці була знайдена мумія жінки, приблизно сорокап'ятирічного віку, безперечно належить Мутнеджмет. Поруч з мумією жінки виявлені останки трупа мертвонародженого немовляти, що дає право припустити, що Мутнеджмет померла під час пологів. На підставі дослідження її мумії видно, що вона народжувала не один раз, проте нічого не відомо про дітей фараона Хоремхеба і вони ніде не згадуються.

## Підсумки правління
Саме Хоремхебом були закладені передумови для нового піднесення Єгипту. Він знову посилив Єгипет після тимчасового занепаду в амарнський період. Фараони XIX династії вважали Хоремхеба її засновником і шанували його пам'ять. Можливо, це і стало причиною споруди ряду гробниць, зокрема, поховання сестри Рамсеса II Тії, в районі Саккари, де знаходилася і перша усипальниця Хоремхеба. Пам'ять про Хоремхеба, очевидно, зберіг і народ: вважається, що прототипом ліричного героя Міхи Хоремхеба, відомого з любовної поезії кінця Нового царства, був сам фараон.